# اوتمار گرستر
اوتمار گرستر (آلمانی: Ottmar Gerster؛ ۲۹ ژوئن ۱۸۹۷ – ۳۱ اوت ۱۹۶۹) یک آهنگساز، رهبر ارکستر، استاد دانشگاه، و کنسرت مایستر اهل آلمان بود.
او دانش‌آموختهٔ «کنسرواتوار موسیقی هوخ» بود و در همان‌جا با پل هیندمیت آشنا شد. با به روی کار آمدن حزب ناسیونال‌سوسیالیست کارگران آلمان و قدرت گرفتنِ آلمان نازی، روابط اوتمار با این حزب گاهی مسئله‌ساز و اغلب مسالمت‌آمیز و با همکاری بود. او در سال ۱۹۳۳ میلادی برای این حزب یک «قطعه موسیقی تقدیس» ساخت و برای سازمان مسیحی آلمان، با شعری از «بالدور فن شیراخ» آهنگ و ترانه‌ای به نام «تو باید بسوزی» نوشت. همچنین در سال ۱۹۳۹ میلادی ترانهٔ محبوبی به نام «عروس غریبه» و قطعه‌ای کُرال به نام «هوانورد آلمانی» ساخت و در همین سال، به عنوان «سرباز راه‌سازی» در ارتش آلمان خدمت کرد. او در همین دوران و در سال ۱۹۴۰ میلادی، ترانهٔ «سپاهِ جاده‌سازان اِسن» با شعری از خودش ساخت.
با پایان جنگ جهانی دوم، نامِ او در فهرست سیاه نیروهای متفقین قرار گرفت. با این حال اوتمار در اسن به فعالیت‌هایش ادامه داد و با تقسیم آلمان به نیمهٔ شرقی و غربی به آلمان شرقی رفت و به حزب اتحاد سوسیالیستی آلمان پیوست و در سال ۱۹۴۸ میلادی، راهبر و رئیس «آکادمی موسیقی فرانتس لیست» در وایمار شد. او از سال ۱۹۵۱ میلادی استاد رشته موسیقی در «آکادمی موسیقی لایپزیگ» بود و در سال ۱۹۶۲ میلادی بازنشسته شد.
اوتمار گرستر همچنین از سال ۱۹۵۱ تا ۱۹۶۸ میلادی، رئیس «انجمن آهنگسازان و موسیقی‌شناسان» آلمان شرقی بود.